# Métodos de placer instantáneo
Métodos de placer instantáneo es el nombre del cuarto álbum de estudio como solista grabado por el cantautor mexicano Aleks Syntek y el octavo en su carrera. Fue lanzado al mercado por la empresa discográfica Capitol Latin el 9 de febrero de 2010 es el último álbum para dicha empresa discográfica y como presentación, Aleks eligió el tema "Loca", tema utilizado como apertura de la telenovela mexicana de la cadena Televisa Los exitosos Pérez (2009-2010), bajo la producción de José Alberto Castro.
El álbum está compuesto por diez temas inéditos llenos de diversos colores musicales, canciones rodeadas de un ambiente cinematográfico y pasajes instrumentales, regresando a lo que hizo con la Gente normal. Relata a través de sus letras toda una historia llena de narraciones y lecciones delirantes. 
En general el disco trae un sinfín de "puentes electrónicos" que destaca, comenzando con el juego de voces de "Ese mal gusto" y la conmemoración con la canción acústica "Amalia", compuesta y dedicada a su abuela, además del dueto latino "Mujer animal" con el cantautor panameño Rubén Blades
En su canal YouTube muestra detalles de la preparación del disco, en especial del tema «Loca» y «Ángel de luz».

El intérprete consideró al disco como el "más entretenido de su carrera". "Es la propuesta más relajada y espontánea de mi trayectoria, porque suelo ser mucho más introspectivo en mis canciones. Con este disco he logrado una magia dentro de lo complicado y barroco que me gusta ser. Eso me tiene bien contento". "Siempre he sido un tipo alegre que pasa el tiempo bromeando. Aunque he vivido momentos duros, nunca me he encontrado en un estado solemne y depresivo. Eso no va conmigo. Siempre trato de imprimir un lado de humor y positivismo. No quiero perder ese niño que llevo en mí", sostuvo.

## Lista de canciones
| N.º | Título                            | Duración |  |
| 1.  | «Ese mal gusto» (A capela)        | 3:38     |  |
| 2.  | «Sin motor»                       | 3:36     |  |
| 3.  | «Más de 1000 años»                | 4:13     |  |
| 4.  | «Desvanecer»                      | 4:13     |  |
| 5.  | «Mujer animal» (con Rubén Blades) | 4:48     |  |
| 6.  | «La ruta del destino»             | 4:15     |  |
| 7.  | «Estoy perdido»                   | 3:33     |  |
| 8.  | «Loca»                            | 3:59     |  |
| 9.  | «Ángel de luz»                    | 3:58     |  |
| 10. | «Amalia»                          | 3:51     |  |

### Edición especial
| N.º | Título            | Duración |  |
| 11. | «Mamá naturaleza» | 4:03     |  |
| 12. | «Regalando amor»  | 3:23     |  |

### Oficial Remixes
| N.º | Título                                                 | Duración |  |
| 13. | «Loca (Motora Remix by Kinky)»                         | 5:15     |  |
| 14. | «Loca (Digi + Gabo Remix)»                             | 5:48     |  |
| 15. | «Más de 1000 Años (Digi + Gabo Remix)»                 | x:xx     |  |
| 16. | «Más de 1000 Años (Mijangos Fly 406 Remix)»            | x:xx     |  |
| 17. | «Más de 1000 Años (Mijangos Fly 406 Radio Edit Remix)» | x:xx     |  |

### Otros
| N.º | Título                                                 | Duración |  |
| 1.  | «Sin motor (Versión orquesta)»                         | 3:39     |  |
| 2.  | «Loca (Versión acústica ¡Tunes Originals)»             | 4:37     |  |
| 3.  | «Más de 1000 Años (Versión acústica ¡Tunes Originals)» | 4:07     |  |

## Listados y certificaciones

### Canción «Loca»
| Posición | 78 | 59 | 30 | 25 | 20 | 11 | ? | ? | ? | ? | ? | 08 |

| Posición | 11 |

| Posición | 99 |

### Canción «"Más de mil años»"
| Posición | 95 | ? | ? | ? | ? | ? | 58 | 69 | 83 | ? | ? | ? | -- | 98 |

| Posición | 73 | 50 | 42 | 31 | 33 | 39 |

| Posición | 42 | 44 | 42 | 54 | 41 | 38 | 24 | 22 | 18 | 20 | 24 | 24 |  |

### Canción "«Sin motor»"
| Posición | 91 | 94 | 93 | 84 | 67 | 54 | 43 | 31 | 31 |

| Posición | 34 | 40 | 44 | 50 | 60 | 75 |

#### Ranking Anual[2]
| País   | Primera semana | Mejor posición | Semanas en el ranking |
| ------ | -------------- | -------------- | --------------------- |
| México | --             | 20             | 14                    |